# Haute-Corse
Haute-Corse (hrv. Gornja Korzika, kor. Corsica suprana)  je departman koji čini sjeverni dio otoka Korzike.

## Povijest
Departman Haute-Corse stvoren je podjelom Korzike 1. siječnja 1976., primjenom zakona koji je prihvaćen 15. svibnja 1975. Granice departmana odgovaraju granicama bivšeg departmana Golo, koji je postojao od 1793. do 1811. godine.

## Zemljopis
Haute-Corse dio je francuske regije Korzike koja ima poseban status teritorijalne zajednice (collectivité territoriale). Ovaj departman graniči s departmanom Corse-du-Sud koji čini južni dio otoka. Istočno od departmana nalazi se Tirensko more, dok je na zapadu Sredozemno more.

## Vanjske poveznice
- Prefektura departmana Haute-Corse  Arhivirana inačica izvorne stranice od 21. listopada 2013. (Wayback Machine)
- Generalno vijeće departmana Haute-Corse  Arhivirana inačica izvorne stranice od 16. prosinca 2014. (Wayback Machine)
- Fakultet znanosti u Gornjoj Korzici

|  | Portal Francuske – Pristup člancima s tematikom o Francuskoj. |